# Something Special (Kool & the Gang)
Something Special è il quindicesimo album dei Kool & the Gang uscito nel 1981.

## Tracce
1. Steppin' Out - 4:43 (Roland Bell/James Taylor/Kool & The Gang)
2. Good Time Tonight - 4:59 (Roland Bell/James Taylor/Kool & The Gang)
3. Take My Heart - 4:22 (Charles Smith/James Taylor/George Brown/Kool & The Gang)
4. Be My Lady - 4:13 (Roland Bell/Kool & The Gang)
5. Get Down on It - 4:51 (Roland Bell/James Taylor/Kool & The Gang)
6. Pass It On - 4:31 (Brown/James Taylor/Kool & The Gang)
7. Stand Up And Sing - 4:29 (Roland Bell/James Taylor/Kool & The Gang)
8. No Show - 4:16 (Roland Bell/James Taylor/George Brown/Kool & The Gang)